# 佐藤彰一
佐藤 彰一（さとう しょういち、1945年7月28日 - ）は、日本の歴史学者。フランク王国史を中心とする西洋中世史の研究で世界的に著名。名古屋大学名誉教授、日本学士院会員、フランス学士院碑文・美文アカデミー外国人連携会員。名古屋大学大学院教授、フランス社会科学高等研究院客員教授、コレージュ・ド・フランス招聘教授、パリ第1大学招聘教授、西洋中世学会会長などを歴任。日本学士院賞受賞。

## 略歴
山形県東田川郡余目町（現・庄内町）出身。1964年山形県立酒田東高等学校卒業、1968年中央大学法学部法律学科卒業。1973年早稲田大学大学院文学研究科西洋史専修修士課程修了、1976年同博士課程単位取得退学。1969年から1971年 カーン大学人文学部留学。1979年愛知大学法経学部助教授、1987年名古屋大学文学部助教授、1991年教授、2000年同文学研究科教授。2009年定年退職、特任教授。2009年日本学士院会員、西洋中世学会会長。名古屋大学高等研究院アカデミー会員。
1984年から1986年 パリ第10大学客員研究員、1995年フランス国立科学研究センター（CNRS）研究員、日仏歴史学会理事、早稲田大学博士（文学）、2001年 コレージュ・ド・フランス招聘教授、社会科学高等研究院客員教授、高等研究実習院客員教授、エクス＝アン＝プロヴァンス大学客員教授、2004年 パリ第1大学招聘教授、2011年フランス学士院碑文・美文アカデミー外国人連携会員
2016年 皇居・講書始の儀で「西洋中世修道院の文化史的意義」を進講。

## 受賞・栄典
- コレージュ・ド・フランス講義メダル 2001[5]
- 日本学士院賞 2002
- 瑞宝重光章 2018[6]

## 著書
- 『修道院と農民 - 会計文書から見た中世形成期ロワール地方』（名古屋大学出版会） 1997[7]
- 『ポスト・ローマ期フランク史の研究』（岩波書店） 2000
- 『歴史書を読む - 『歴史十書』のテクスト科学』（山川出版社） 2004
- 『中世初期フランス地域史の研究』（岩波書店） 2004
- 『ヨーロッパの中世（1） 中世世界とは何か』（岩波書店） 2008
- 『カール大帝 ヨーロッパの父』（山川出版社、世界史リブレット 人） 2013
- 『禁欲のヨーロッパ - 修道院の起源』（中公新書） 2014
- 『贖罪のヨーロッパ - 中世修道院の祈りと書物』（中公新書） 2016
- 『剣と清貧のヨーロッパ - 中世の騎士修道会と托鉢修道会』（中公新書） 2017
- 『宣教のヨーロッパ - 大航海時代のイエズス会と托鉢修道会』（中公新書） 2018
- 『歴史探究のヨーロッパ - 修道制を駆逐する啓蒙主義』（中公新書） 2019
- 『フランク史Ⅰ クローヴィス以前』（名古屋大学出版会） 2021
- 『フランク史Ⅱ メロヴィング朝の模索』（名古屋大学出版会） 2022
- 『フランク史Ⅲ カロリング朝の達成』（名古屋大学出版会） 2023
- 『フランス中世史Ⅰ カペー朝の革新』（名古屋大学出版会） 2025

### 共著
- 『地域からの世界史13 西ヨーロッパ（上）』（松村赳、朝日新聞社） 1992
- 『世界の歴史10 西ヨーロッパ世界の形成』（池上俊一、中央公論社） 1997／中公文庫 2008

### 共編著
- 『西欧中世史（上） 継承と創造』（早川良弥、ミネルヴァ書房） 1995
- 『西洋中世史研究入門』（池上俊一, 高山博、名古屋大学出版会） 2000、増訂版 2005

## 翻訳
- 『オルレアン大公暗殺 中世フランスの政治文化』（ベルナール・グネ、畑奈保美共訳、岩波書店） 2010
- 『グローバル・ヒストリーとは何か』（パミラ・カイル・クロスリー、岩波書店） 2012
- 『西洋写本学』（ベルンハルト・ビショッフ、瀬戸直彦共訳、岩波書店） 2015
- 『村の公証人 - 近世フランスの家政書を読む』（ニコル・ルメートル、持田智子共訳、名古屋大学出版会） 2022